# Prvenstvo Splitskog nogometnog podsaveza 1937./38.
I razred
| Poredak | Klub           | Utakmica | Pobjeda | Neodlučeno | Poraza | Postigli golova | Primili golova | Gol-razlika | Bodova |
| ------- | -------------- | -------- | ------- | ---------- | ------ | --------------- | -------------- | ----------- | ------ |
| 1.      | Split          | 8        | 6       | 2          | 0      | 21              | 2              | +19         | 14     |
| 2.      | Majstor s mora | 8        | 5       | 3          | 0      | 21              | 6              | +15         | 12     |
| 3.      | Nada           | 8        | 3       | 1          | 4      | 13              | 18             | -5          | 4      |
| 4.      | Osvit Šibenik  | 7        | 2       | 0          | 5      | 9               | 17             | -8          | 2      |
| 4.      | Solin          | 7        | 0       | 0          | 7      | 0               | 21             | -21         | 0      |

II razred
A Grupa
| Poredak | Klub        | Utakmica | Pobjeda | Neodlučeno | Poraza | Postigli golova | Primili golova | Gol-razlika | Bodova |
| ------- | ----------- | -------- | ------- | ---------- | ------ | --------------- | -------------- | ----------- | ------ |
| 1.      | Šibenik     | 4        | 3       | 0          | 1      | 9               | 7              | +2          | 6      |
| 2.      | Dinara Knin | 4        | 2       | 2          | 0      | 9               | 5              | +4          | 4      |
| 3.      | DOŠK Drniš  | 4        | 1       | 0          | 3      | 5               | 1              | +4          | 2      |

B Grupa
| Poredak | Klub                | Utakmica | Pobjeda | Neodlučeno | Poraza | Postigli golova | Primili golova | Gol-razlika | Bodova |
| ------- | ------------------- | -------- | ------- | ---------- | ------ | --------------- | -------------- | ----------- | ------ |
| 1.      | Građanski Dubrovnik | 4        | 3       | 1          | 0      | 9               | 1              | +8          | 7      |
| 2.      | GOŠK Dubrovnik      | 4        | 2       | 1          | 1      | 11              | 2              | +9          | 5      |
| 3.      | Velebit             | 4        | 0       | 0          | 4      | 1               | 18             | -17         | 0      |

Tablica prvaka A i B Grupe
| Poredak | Klub                | Utakmica | Pobjeda | Neodlučeno | Poraza | Postigli golova | Primili golova | Gol-razlika | Bodova |
| ------- | ------------------- | -------- | ------- | ---------- | ------ | --------------- | -------------- | ----------- | ------ |
| 1.      | Građanski Dubrovnik | 2        | 2       | 0          | 0      | 5               | 2              | +3          | 4      |
| 2.      | Šibenik             | 2        | 0       | 0          | 2      | 2               | 5              | -3          | 0      |

III razred
A Grupa
| Poredak | Klub                  | Utakmica | Pobjeda | Neodlučeno | Poraza | Postigli golova | Primili golova | Gol-razlika | Bodova |
| ------- | --------------------- | -------- | ------- | ---------- | ------ | --------------- | -------------- | ----------- | ------ |
| 1.      | Val Kaštel Stari      | 4        | 3       | 0          | 1      | 12              | 4              | +8          | 6      |
| 2.      | Jadran Kaštel Sućurac | 4        | 3       | 0          | 1      | 8               | 7              | +1          | 6      |
| 3.      | GOŠK Kaštel Gomilica  | 4        | 0       | 0          | 4      | 2               | 11             | -9          | 0      |

B Grupa
| Poredak | Klub          | Utakmica | Pobjeda | Neodlučeno | Poraza | Postigli golova | Primili golova | Gol-razlika | Bodova |
| ------- | ------------- | -------- | ------- | ---------- | ------ | --------------- | -------------- | ----------- | ------ |
| 1.      | Junak Sinj    | 2        | 2       | 0          | 0      | 6               | 0              | +6          | 4      |
| 2.      | Troglav Livno | 2        | 0       | 0          | 2      | 0               | 6              | -6          | 0      |

C Grupa
| Poredak | Klub  | Utakmica | Pobjeda | Neodlučeno | Poraza | Postigli golova | Primili golova | Gol-razlika | Bodova |
| ------- | ----- | -------- | ------- | ---------- | ------ | --------------- | -------------- | ----------- | ------ |
| 1.      | Unac  | 2        | 2       | 0          | 0      | 6               | 2              | +4          | 4      |
| 2.      | Borac | 2        | 0       | 0          | 2      | 2               | 6              | -4          | 0      |

Tablica prvaka A i B Grupe
| Poredak | Klub             | Utakmica | Pobjeda | Neodlučeno | Poraza | Postigli golova | Primili golova | Gol-razlika | Bodova |
| ------- | ---------------- | -------- | ------- | ---------- | ------ | --------------- | -------------- | ----------- | ------ |
| 1.      | Val Kaštel Stari | 2        | 2       | 0          | 0      | 6               | 1              | +5          | 4      |
| 2.      | Junak Sinj       | 2        | 0       | 0          | 2      | 1               | 6              | -5          | 0      |

Tablica prvaka A, B i C Grupe
| Poredak | Klub             | Utakmica | Pobjeda | Neodlučeno | Poraza | Postigli golova | Primili golova | Gol-razlika | Bodova |
| ------- | ---------------- | -------- | ------- | ---------- | ------ | --------------- | -------------- | ----------- | ------ |
| 1.      | Val Kaštel Stari | 2        | 2       | 0          | 0      | 8               | 0              | +8          | 4      |
| 2.      | Unac Drvar       | 2        | 0       | 0          | 2      | 0               | 8              | -8          | 0      |

## Kvalifikacije za ulazak u Nacionalnu ligu
Na skupštini Jugoslavenskog nogometnog saveza, 12. prosinca 1937. g. odlučeno je da se Nacionalna liga poveća - s dotadašnjih 10 - na 12 klubova. Teritorij JNS-a podijeljen je na tri zone, prvaci zona ulaze direktno u ligu, a posljenje plasirani iz Nacionalne lige (u sezoni 1936/37.) igra kvalifikacije s prvakom zone iz svojega područja.
- Prva zona: Zagrebački, Splitski, Ljubljanski i Banjalučki potsavez,
- Druga zona: Osječki, Subotički, Novosadski, Petrovgradski i Beogradski potsavez,
- Treća zona: Skopski, Cetinjski, Niški, Kragujevački i Sarajevski potsavez.

Sudionici kvalifikacija - pravci potsaveza:
Splitski: RNK Split 

Zagrebački: Slavija (Varaždin) 

Osječki: Slavija (Osijek) 

Ljubljanski: ČSK Čakovec 

Banjalučki: Krajišnik (Banja Luka) 

Sarajevski: SAŠK (Sarajevo) 

Novosadski: Vojvodina (Novi Sad) 

Subotički: Bačka (Subotica) 

Petrovgradski: Jugoslavija (Jabuka) 

Beogradski: Sparta (Zemun) 

Niški: Železničar (Niš) 

Kragujevački: Radnički (Kragujevac) 

Cetinjski: Crnogorac (Cetinje) 

Skopski: Građanski (Skoplje) 

Prva zona:
1. kolo (5. i 12. lipnja):
Slavija (Varaždin) - RNK Split 7:2 i 0:2
ČSK Čakovec - Krajišnik (Banja Luka) 2:2 i 1:4
2. kolo (26. lipnja i 3. srpnja):
Krajišnik (Banja Luka) - Slavija (Varaždin) 3:3 i 1:5
3. kolo (10. i 17. srpnja):
Slavija (Varaždin) - Concordia (Zagreb) 2:1 i 3:2
- Slavija (Varaždin) postala je novi član Nacionalne lige.

Druga zona:
1. kolo (5. i 12. lipnja):
Slavija (Osijek) - Bačka (Subotica) 1:0 i 1:1
Sparta (Zemun) - Jugoslavija (Jabuka) 5: i 7:3
Vojvodina (Novi Sad)  slobodna
2. kolo (26. lipnja i 3. srpnja):
Slavija (Osijek) - Vojvodina (Novi Sad) 3:2 i 1:0
3. kolo (10. i 17. srpnja):
Sparta (Zemun) - Slavija (Osijek) 6:0 i 2:4
- Sparta (Zemun) postala je novi član Nacionalne lige.

Treća zona:
1. kolo (5. i 12. lipnja):
Građanski (Skoplje) - Crnogorac (Cetinje) 5:0 i 1:1
SAŠK (Sarajevo) - Železničar (Niš) 2:2 i 1:2
Radnički (Kragujevac)  slobodan
2. kolo (26. lipnja i 3. srpnja):
Železničar (Niš) - Radnički (Kragujevac) 2:0 i 1:5
3. kolo (10. i 17. srpnja):
Radnički (Kragujevac) - Građanski (Skoplje) 0:0 i 1:5
- Građanski (Skoplje) postao je novi član Nacionalne lige.

| Prvenstva Splitskog nogometnog podsaveza | Prvenstva Splitskog nogometnog podsaveza |
| --- | ---------------------------------------- |
| |                                          |
| 1920. • 1920./21. • 1921. • 1921./22. • 1922./23. • 1924. • 1924./25. • 1925. • 1926. • 1927. • 1928. • 1929. • 1930. • 1931. • 1932. • 1933. • 1935. • 1936. • 1937. • 1937./38. • 1938./39. • 1939./40. • 1940./41. • |                                          |

| Prvenstva Splitskog nogometnog podsaveza | Prvenstva Splitskog nogometnog podsaveza |
| --- | ---------------------------------------- |
| |                                          |
| 1920. • 1920./21. • 1921. • 1921./22. • 1922./23. • 1924. • 1924./25. • 1925. • 1926. • 1927. • 1928. • 1929. • 1930. • 1931. • 1932. • 1933. • 1935. • 1936. • 1937. • 1937./38. • 1938./39. • 1939./40. • 1940./41. • |                                          |